# 吳軾
吳軾（15世紀—16世紀），字希瞻，浙江嘉興府平湖縣人，明朝政治人物。

## 生平
吳軾是成化十九年（1483年）癸卯科浙江鄉試第十八名舉人，授南安同知，處事明敏果決，人民不敢欺侮他，又在地方丈量屯田，兵民兩方受惠，同時與上級爭辯清戎，以寬懷賑濟遭宦官苛待的南康人民，於僧寺過度勞累暴卒，人民都感到傷心，祀先師祠。

## 引用
1. 1 2  乾隆《南安府志·卷十三·宦績》：吳軾，字希瞻，平湖人，舉人，任同知明敏果決，民不敢欺，丈量屯田兵民兩利，清戎籍初若順上意，竟與辯雪，中閹籍南康民甚酷，軾以寬濟之，勞瘁暴卒僧寺，民甚哀焉。
2. ↑  光緒《平湖縣志·卷十三·選舉志》：舉人 明……（成化）十九年癸卯科 吳軾 十八名，江西南安府同知
3. ↑  光緒《平湖縣志·卷九·祠祀志》：鄉賢祠 附祀先師，日禮畢致祭……明……吳軾…